# Culex obscurus
Culex obscurus är en tvåvingeart som först beskrevs av George Frederick Leicester 1908.  Culex obscurus ingår i släktet Culex och familjen stickmyggor. Inga underarter finns listade i Catalogue of Life.